# Rhaphidophora elliptica
Rhaphidophora elliptica — вид квіткових рослин із родини Araceae, роду Rhaphidophora. Це ліана, рідним ареалом якої є пн. та пн.-зх. Борнео.